# Lukovnjak
Koordinati:   43°34′40″N, 15°52′17″E
Lukovnjak je majhen nenaseljen otoček šibeniškega arhipelaga v srednji Dalmaciji (Hrvaška).
Lukovnjak leži okoli 2 km severozahodno od Maslinovika. Njegova površina meri 0,030 km². Dolžina obalnega pasu je 0,64 km. Najvišji vrh je visok 23 mnm.